# Lạm phát định giá tài sản
Lạm phát giá tài sản là một hiện tượng kinh tế, theo đó, giá tài sản tăng và bị lạm phát. Một lý do phổ biến khiến giá tài sản cao hơn là lãi suất thấp. Khi lãi suất thấp, các nhà đầu tư và người gửi không thể kiếm được lợi nhuận dễ dàng bằng cách sử dụng các phương pháp rủi ro thấp như trái phiếu chính phủ hoặc tài khoản tiết kiệm. Để vẫn nhận được lợi nhuận từ tiền của chính họ, các nhà đầu tư phải mua các tài sản khác như cổ phiếu và bất động sản, từ đó đấu thầu giá và tạo ra lạm phát giá tài sản.
Khi nói về lạm phát, mọi người thường đề cập đến hàng hóa và dịch vụ thông thường được theo dõi bởi Chỉ số giá tiêu dùng (CPI). Chỉ số này không bao gồm tài sản tài chinh và tài sản vốn. Không nên nhầm lẫn lạm phát tài sản tài chính với lạm phát hàng hóa và dịch vụ tiêu dùng, vì giá cả trong hai loại thường không liên kết với nhau.
Ví dụ cho các tài sản điển hình là cổ phiếu và trái phiếu (và các công cụ phái sinh của chúng), cũng như bất động sản, vàng và các hàng hóa vốn khác. Chúng cũng có thể bao gồm các tài sản đầu tư thay thế như mỹ thuật, đồng hồ xa xỉ, tiền điện tử và vốn đầu tư mạo hiểm.

## Lạm phát giá cả và lạm phát tài sản
Vì lạm phát thường được hiểu và coi là sự gia tăng giá cả của hàng hóa và dịch vụ 'thông thường', cộng thêm việc các chính sách chính thức và chính sách ngân hàng trung ương ở hầu hết thế giới ngày nay đã được hướng rõ ràng vào việc giảm thiểu lạm phát giá cả, lạm phát tài sản không còn  được chú ý hoặc quan tâm nhiều. Một ví dụ cho điều này là thị trường nhà ở, liên quan đến hầu hết mọi hộ gia đình riêng lẻ, nơi giá nhà trong 25 năm qua liên tục tăng hoặc ít nhất là gần một tỷ lệ phần trăm hai chữ số, cao hơn nhiều so với Chỉ số giá tiêu dùng.

## Nguyên nhân có khả năng xảy ra
Một số [[nhà kinh tế chính trị|nhà kinh tế chính trị]] tin rằng lạm phát tài sản, hoặc ngầm định hoặc có ý định, là kết quả của các chính sách có mục đích mà các ngân hàng trung ương và những người ra quyết định chính trị theo đuổi để chống lại và giảm lạm phát giá cả. Điều này có thể vì nhiều lý do, một số được công khai, một số bị che giấu hoặc thậm chí có tiếng xấu. Một số người nghĩ rằng đó là hậu quả của phản ứng tự nhiên khi các nhà đầu tư đứng trước nguy cơ thu hẹp giá trị của các loại tiền tệ quan trọng, ví dụ như vào năm 2012, dường như rất có thể xảy ra do sự tăng trưởng khối lượng tiền trên toàn thế giới. Sự ưu tiên hàng hóa đã đẩy giá của chúng lên cao mà không có bất kỳ chính sách có chủ ý nào từ những người có thẩm quyền.

## Hậu quả có khả năng xảy ra
Lạm phát giá tài sản thường kéo theo sự sụp đổ của giá tài sản. Điều này có thể xảy ra đột ngột và đôi khi giá của một loại tài sản cụ thể có thể hạ mà không ai ngờ đến. Ví dụ về sự sụp đổ giá tài sản là hoa tulip của Hà Lan vào thế kỷ XVII, bất động sản đô thị và cổ phiếu Nhật Bản vào đầu những năm 1990, và cổ phiếu internet vào năm 2001. Một ví dụ gần đây hơn là cuộc khủng hoảng tài chính thế chấp dưới chuẩn năm 2007. Tuy nhiên, nếu cung tiền có khả năng gây ra lạm phát nặng nề (tất cả các loại tiền tệ chính trong năm 2011/2012) thì không có sự cố nào trong những ví dụ trên có khả năng xảy ra.